# 岩瀬家住宅
岩瀬家住宅（いわせけじゅうたく）は、富山県南砺市西赤尾町にある合掌造り家屋。重要文化財に指定されている。

## 概要
岩瀬家住宅は江戸時代後期に加賀藩の塩硝上煮役である藤井長右エ門により8年間の歳月をかけ建てられた。藤井長右エ門家は五箇山内で利賀谷の岩渕村伊右衛門家に次いで富裕な豪農であり、その潤沢な財産を背景に建築されたようである。
19世紀の五箇山では塩硝の上煮屋によってそれまでにない上質かつ大型の合掌造り住宅が建てられており、岩瀬家住宅はその代表にして現存する合掌造りとしては最大級の規模であった。往時には使用人も含め、35人もの人が住んでいたという。同時期に建てられた住宅としては、小瀬の羽馬家住宅・細嶋の生田家住宅（いずれも赤尾谷）などが知られている。
地元の伝承によると、藤井長右エ門は当初井波町の著名な大工である角兵衛に建築を依頼したが、角兵衛は代わりに氷見大窪村の又三郎大工を推薦したため、又三郎大工によって現在の岩瀬家住宅は建てられたという。又三郎は優れた技術で建築を進めたが、丁寧すぎる仕事のために進捗が遅く、建築は長期間にわたったとも伝えられている。
しかし、天保の大飢饉をきっかけとして天保8年（1837年）に高方仕法が施行されると、豪農たちは掛作高を没収され、藤井長右エ門家・岩渕村伊右衛門家などは急速に没落した。更に、明治維新を経て塩硝の価格が急落したことが決定打となり、藤井家は住宅を手放し、以来岩瀬家の所有するところとなった。
岩瀬家住宅は1958年（昭和33年）5月14日に重要文化財に指定された。現在も住居として使われているが、一部を除き内部を見学することが出来る。

## 構造
- 合掌造り。屋根は切妻造茅葺。
- 入口は「平入り」（屋根の長辺側に出入口を設ける）である。
- 準5階建てであり、3階から5階では養蚕が営まれていた。1階の囲炉裏から暖をとり、また風通しを良くする目的で2階から上の床板には隙間がある（そのため下の階が見える）。
- 大きさは間口14.5間（26.4m）、奥行き7間（12.7m）、高さ8間（14.4m）である。間口はかつては今より2間半（4.5m）長かったという。
- 1尺角（30cm）の大黒柱、24畳の出居（応接間）の床板などには当時武士階級以外には通常許されなかったケヤキ材が使われている。塩硝上煮役と言う役職ゆえに、加賀藩から特別に許されたという。
- 加賀藩の役人が毎年巡視に訪れたため、その宿泊に供するための書院、奥書院（武者隠しの間）がある。

## 塩硝について
塩硝（えんしょう）とは硝石のことを指し、即ち火薬の原料である。山がちで稲作が少ない五箇山では和紙、養蚕の他、塩硝の生産が重要な産業であった。
塩硝の原料はヨモギ、蕎麦殻、稗殻、麻などの雑草の他カイコの糞、五箇山の土である。床下に深い穴を掘り、これらを入れて混ぜ、数年かけて土壌分解させた後、精製・抽出工程を経て塩硝ができあがる。五箇山の塩硝は品質がよいことで知られた。それは五箇山の土壌の質が適していたからだと言われる。
塩硝上煮役とは五箇山地域で作られた塩硝を加賀藩に年貢として上納する役職である。

## 現地情報
岩瀬家住宅は南砺市西赤尾町にある。上平小学校の斜向かいにあたる。周辺の地域は五箇山と呼ばれ、かつての加賀藩が治めた越中と天領飛騨との境界付近でもある。一帯には、相倉、菅沼、荻町（白川郷）の合掌造り集落がある。近くには、塩硝を金沢まで運ぶルートである塩硝街道が今も残る。

### 所在地
〒939-1977富山県南砺市西赤尾町857-1

### アクセス
- 自動車：東海北陸自動車道五箇山インターチェンジを下り国道156号を南（白川郷方面）へ約1km。
- 自動車以外1：高岡駅より加越能バス「荻町神社前」（五箇山・白川郷方面）行きに乗車、「西赤尾」にて下車すぐ。
- 自動車以外2：JR城端線城端駅より加越能バス「荻町神社前」（五箇山・白川郷方面）行きに乗車、「西赤尾」にて下車すぐ。

### 公開時間・料金
- 8:00-17:00
- 入場料：大人300円、小人150円

## 周辺情報
- 行徳寺（開基道宗。「道宗遺徳館」では道宗ゆかりの品々や棟方志功の版画を展示）
- 道の駅上平
- タカンボースキー場
- 桂湖（カヌーやバーベキュー、キャンプなどが楽しめる）
- 菅原合掌造り集落
- 相倉合掌造り集落

## その他
同じ南砺市内の相倉集落は「白川郷・五箇山の合掌造り集落」として世界遺産に登録されているが、岩瀬家住宅のある西赤尾集落は世界遺産に含まれていない。なお、岩瀬家に隣接する行徳寺庫裏も合掌造りである他、五箇山地域には上記合掌集落以外にも合掌造り家屋が散在している。